# Mahmundi
Marcela Vale, conhecida pelo nome artístico Mahmundi (Rio de Janeiro, 29 de julho de 1986), é uma cantora e compositora brasileira. Num estilo próprio, flerta com a música eletrônica, indie, lo-fi e a poesia reflexiva brasileira, além de influências da música oitentista. Chegou a ser comparada à Marina Lima e Rita Lee.

## Biografia e carreira
Antes do projeto Mahmundi, Marcela foi vocalista, guitarrista e compositora na banda Velho Irlandês. Ela se separou da banda por vontade própria em outubro de 2010. Também trabalhou como técnica de áudio no Circo Voador, como forma de exercitar seu talento musical, mas deixou o espaço cultural para se dedicar ao seu EP.
Juntamente com Lucas de Paiva e Felipe Vellozo, surgiu o projeto Mahmundi, em janeiro de 2012. Nesse projeto Marcela assumiu a voz, guitarras, sintetizadores e parte da produção. E, de forma intuitiva, também brincou com um pouco de bateria e alguns outros instrumentos.
Em março de 2012 lançou, de forma independente, o EP Efeito das Cores, com parceria de Lucas de Paiva (produção) e Felipe Vellozo (baixista). Em junho do mesmo ano, o EP foi lançado fisicamente, contendo três faixas inéditas, dentre elas dois remixes e a canção "Efeito dos Dias".
Em maio de 2013 foi lançada a canção Vem, posteriormente intitulada Vem {Selah}, uma das faixas de seu segundo EP, Setembro. Logo em seguida foi liberado o videoclipe e o link para download gratuito da música.
Em 2014, Mahmundi foi vencedora do Prêmio Multishow de Música Brasileira na categoria Nova Canção (Superjúri) com o single Sentimento. Em 2019, foi indicada ao Grammy Latino, na categoria Melhor Álbum de Pop Contemporâneo em Língua Portuguesa, com o álbum "Para Dias Ruins". Seu disco Amor Fati foi escolhido pela Associação Paulista de Críticos de Arte como um dos 50 melhores álbuns nacionais de 2023.

## Vida pessoal
Mahmundi veio de uma família cristã (evangélica) do subúrbio do Rio de Janeiro, e que ainda hoje tem "alguns tabus de religiosidade e uma angústia que a gente não sabe de onde vem". Ela conta que por conta das restrições religiosas dos seus familiares, não lhe era permitido ouvir música que não fosse "da igreja", e que ela aproveitava as vezes em que ia a casa de amigos, para ouvir rádio (de onde viria a sua "influência oitentista").
Mahmundi diz que foi apenas depois de assinar contrato com a Universal Music, que passou a "entender verdadeiramente a música brasileira", já que havia crescido ouvindo e cantando gospel, "que é bastante influenciado pela cultura americana". Ela começou a produzir música em 2003, usando computadores em lan houses e em casas de conhecidos; foi comprar seu primeiro computador apenas em 2014, e diz que o sentimento de comunhão que tinha ao participar das atividades da igreja, ela encontra hoje ao se apresentar para o seu público:
| “ | A igreja era um lugar em que eu tocava, cantava, me sentia parte de uma comunidade. Tem muito essa coisa do servir, do trabalhar em prol de coisas maiores. Trago até hoje esse desprendimento de mim mesma para fazer canção, para fazer música para as pessoas. E, quando faço para elas, me alimento disso também. | ” |

Numa entrevista em outubro de 2019, a cantora não se negou a falar sobre sua orientação sexual e definir sua identidade enquanto mulher negra, vinda da classe trabalhadora:
| “ | Sou uma mulher negra, periférica, bissexual, do subúrbio do Rio. Vim de uma família com mulheres domésticas, muito trabalhadoras, que me fizeram ver a vida de uma forma melhor. Sou filha adotiva. Tem vários aspectos assim que atravessam histórias. Cada vez que viajo pelo Brasil, encontro várias meninas periféricas, negras, lésbicas, bi, héteros, gordas, brancas, magras, mulheres diferentes... São as histórias de brasileiras que passam por uns percalços, por umas coisas muito desnecessárias. | ” |

## Discografia
Álbuns de estúdio
- 2016: Mahmundi
- 2018: Para Dias Ruins
- 2020: Mundo Novo
- 2023: Amor Fati

Extended plays (EPs)
- 2012: Efeito das Cores
- 2013: Setembro

Singles
| Ano  | Título             | Melhor posição | Álbum               |
| Ano  | Título             | BRA            | Álbum               |
| ---- | ------------------ | -------------- | ------------------- |
| 2013 | "Calor do Amor"    | —              | Efeito das Cores    |
| 2015 | "Sentimento"       | —              | Mahmundi            |
| 2015 | "Eterno Verão"     | —              | Mahmundi            |
| 2016 | "Hit"              | —              | Mahmundi            |
| 2017 | "Imagem"           | 65             | Para Dias Ruins     |
| 2018 | "Tempo de Amar"    | 35             | Para Dias Ruins     |
| 2018 | "Outono"           | 86             | Para Dias Ruins     |
| 2018 | "Qual é a Sua"     | —              | Para Dias Ruins     |
| 2018 | "Cariocas"         | 28             | Nada Ficou No Lugar |
| 2020 | "Sem Medo"         | —              | Mundo Novo          |
| 2020 | "Sangue Latino"    | —              |                     |
| 2023 | "Noites Tropicais" | —              | Amor Fati           |